# Stade Soyu
Le Soyu Stadium (ソユースタジアム) est un stade multifonction, situé à Akita, dans la Préfecture d'Akita au Japon.
Érigé en septembre 1941, il accueille les matchs à domicile du club de football de Blaublitz Akita. Sa capacité est de 20 125 places.

## Événements
- Jeux mondiaux de 2001
  - Rugby à sept aux Jeux mondiaux de 2001

## Galerie

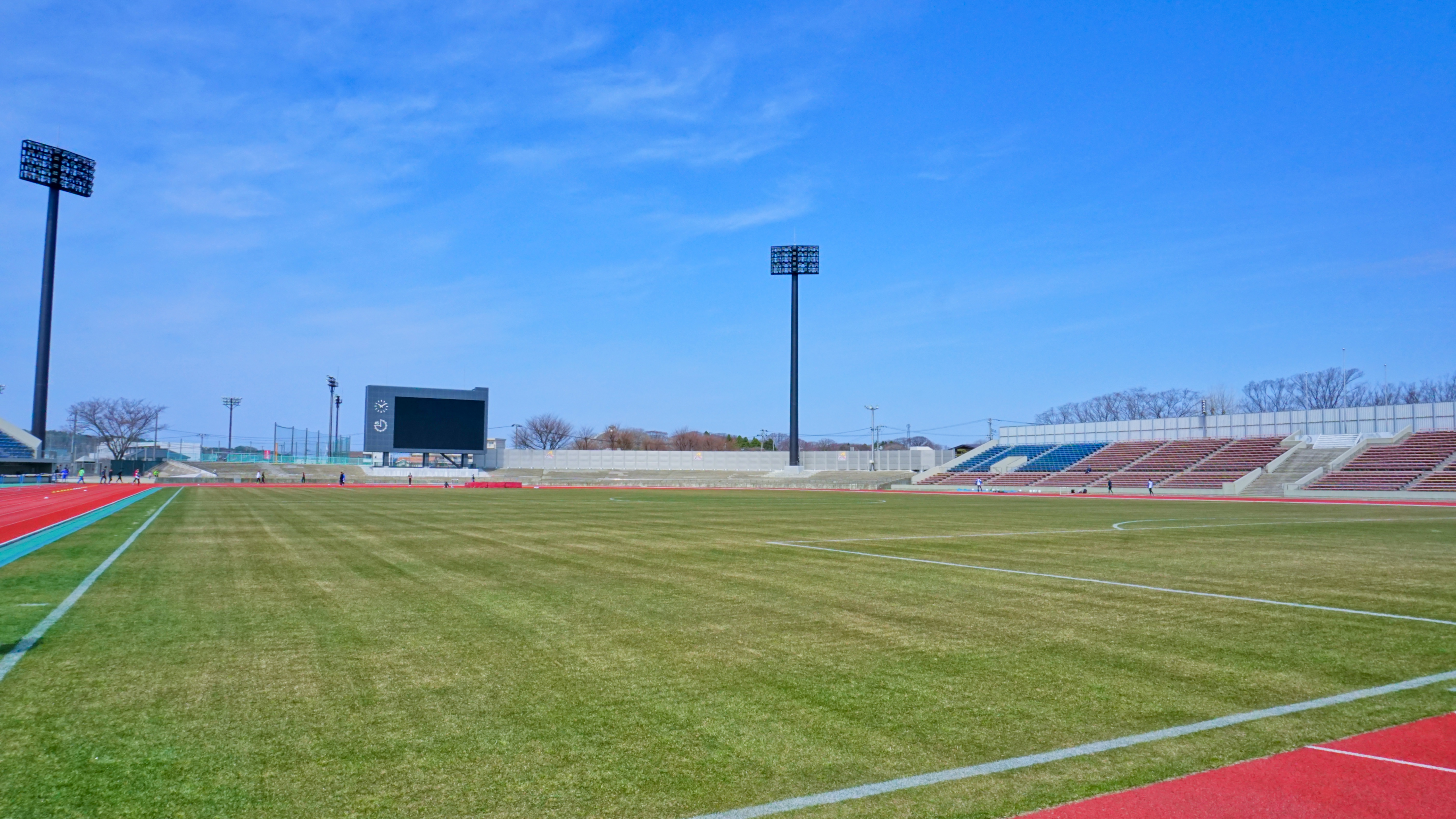
Quatre tours d'éclairage Panasonic à 45 ampoules LED de 40,75 mètres de haut sont installées en 2019 et répondent aux exigences de licence J2
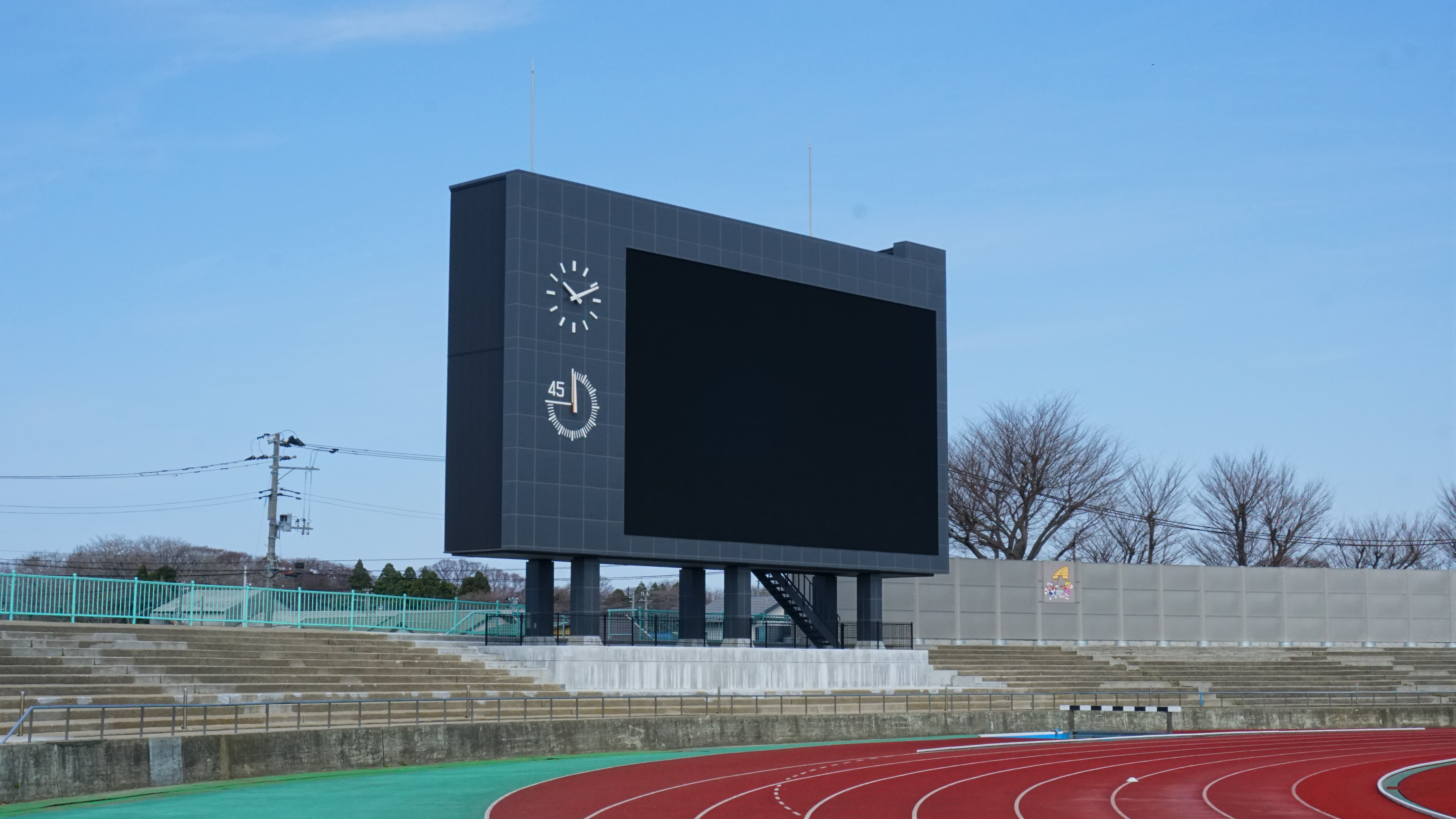
Les écrans géants à LED de Panasonic
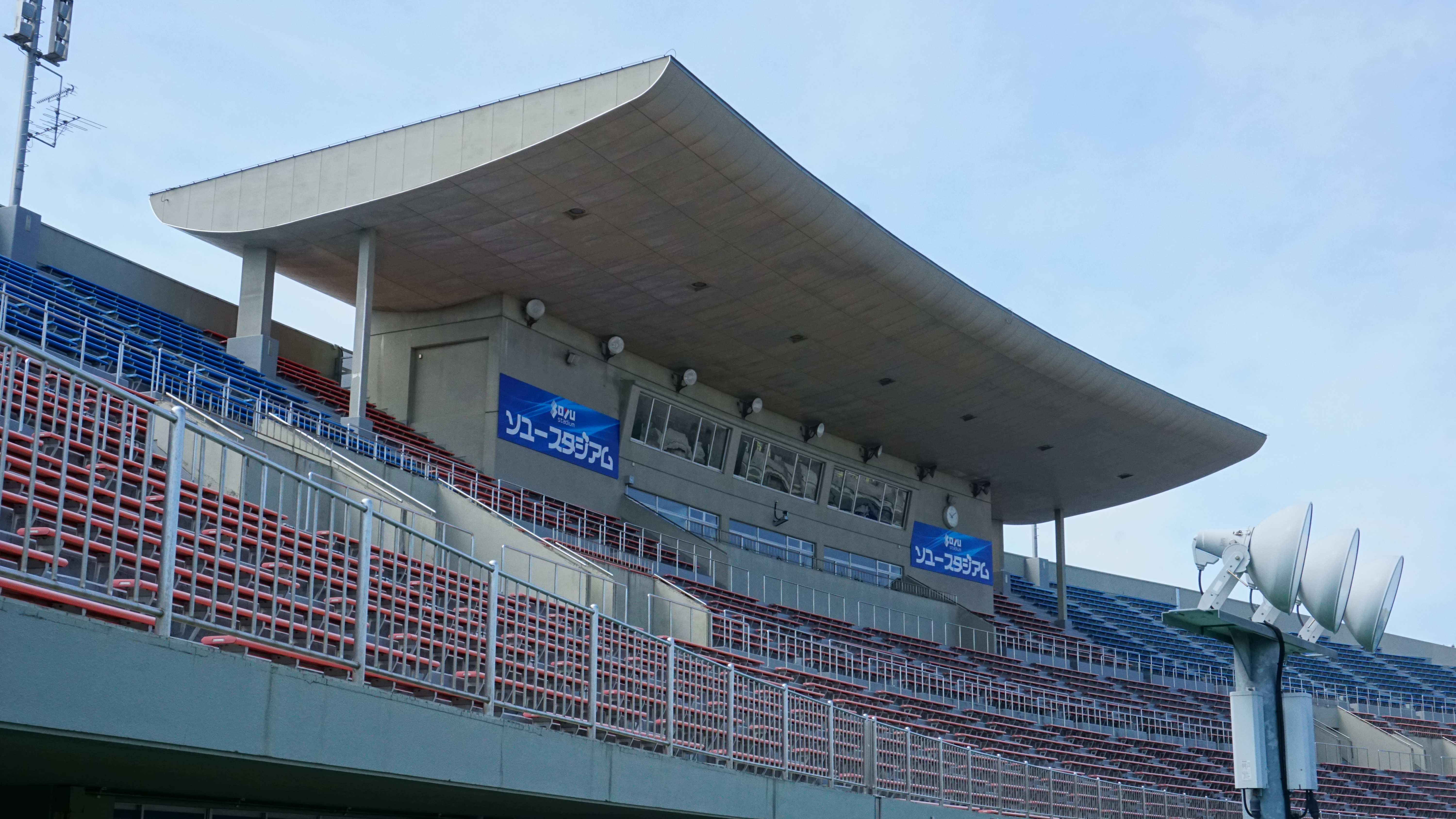
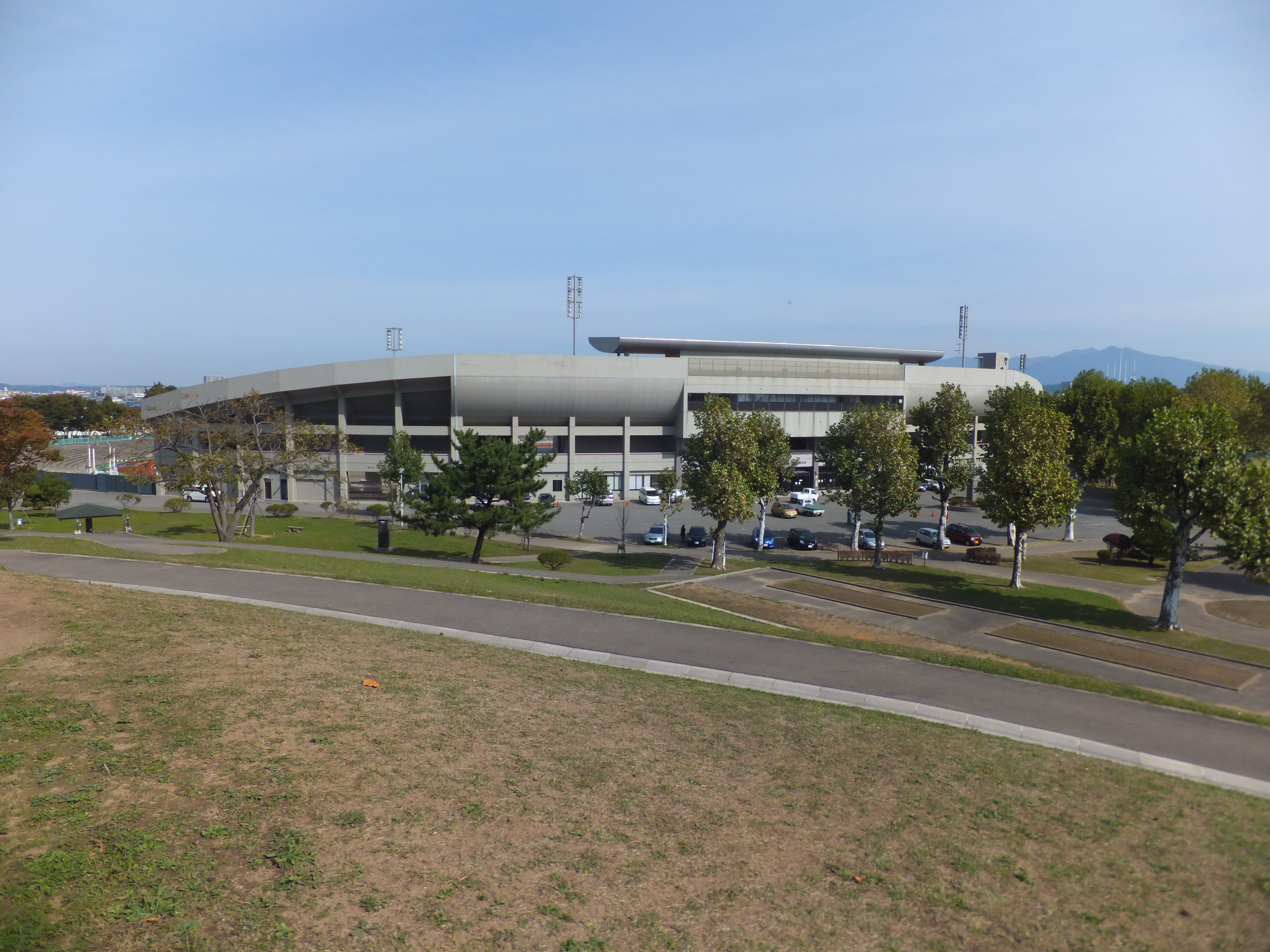
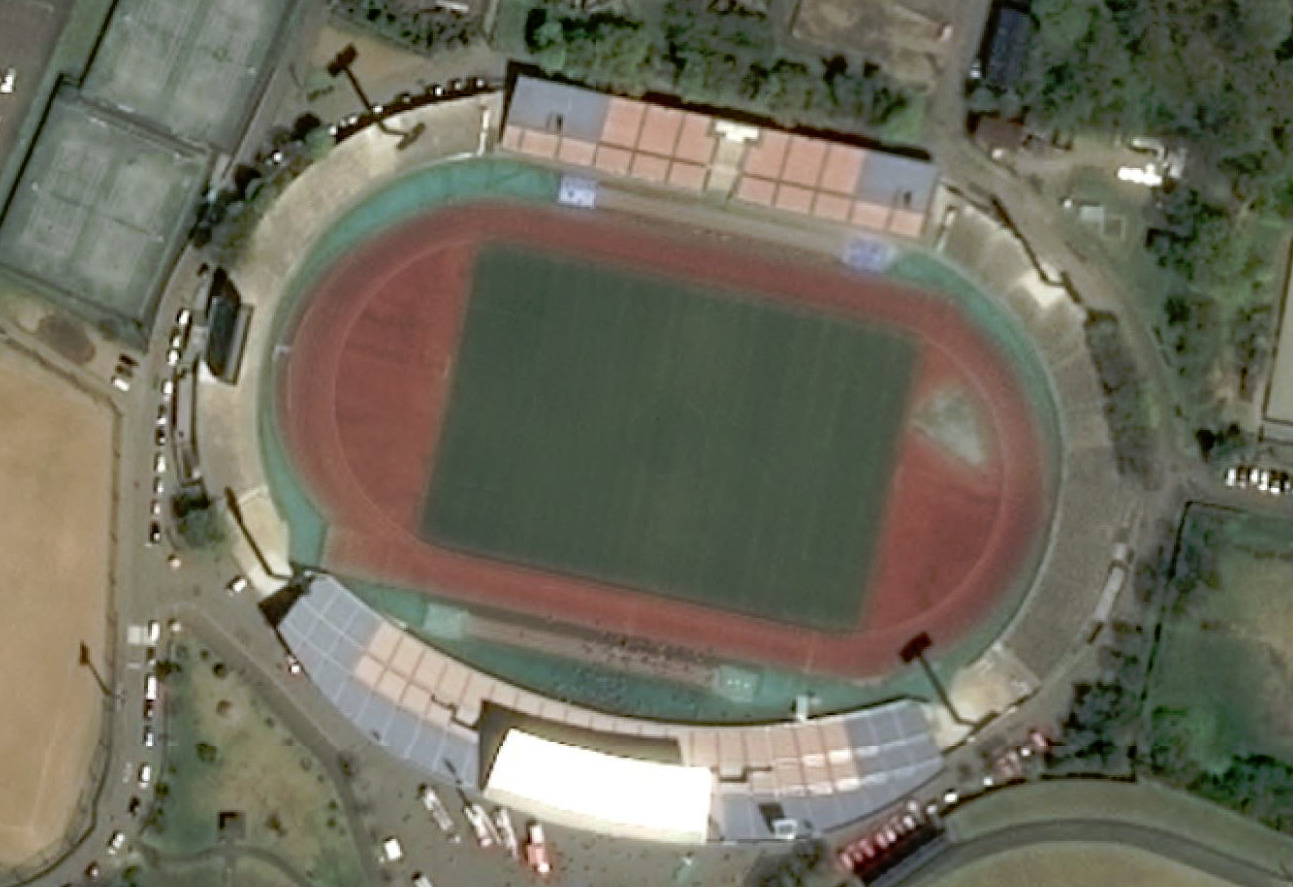
Vue satellite
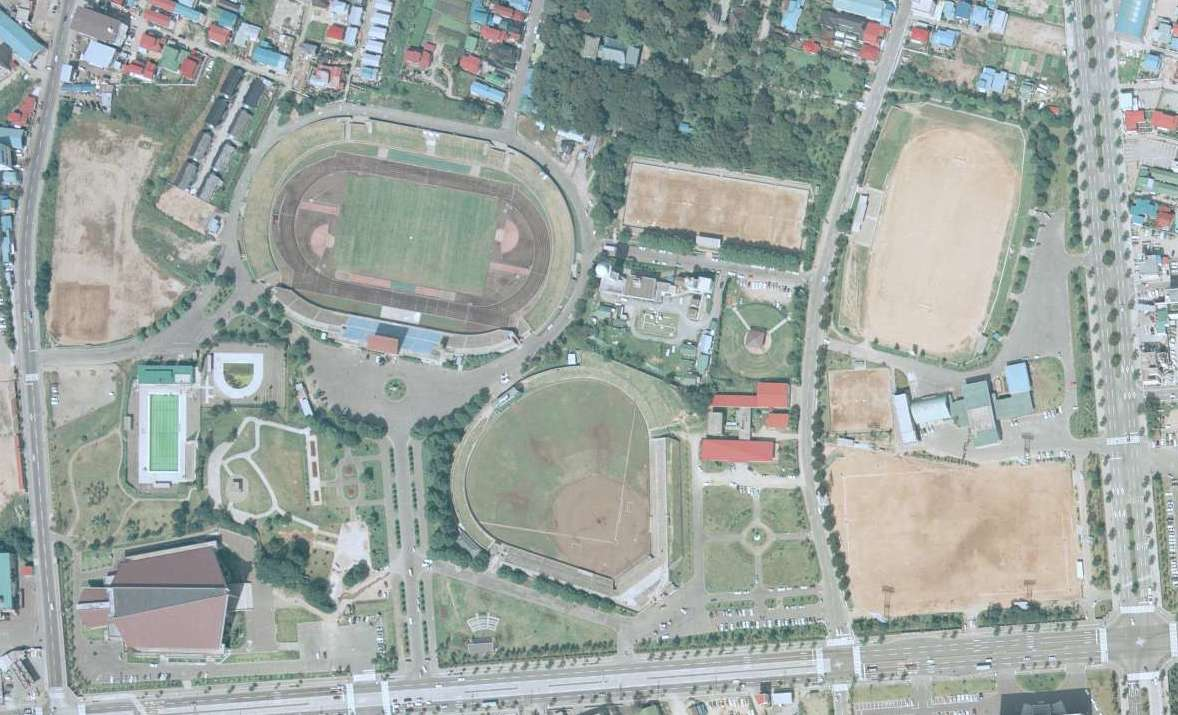
Yabase Sports Park en 1975